# Limerick
Limerick (/ˈlɪmrɪk, -mərɪk/ en irlandés: Luimneach [ˈl̪imʲɨnʲəx]) es una ciudad capital del condado homónimo en la provincia de Munster, en el oeste de la República de Irlanda. Limerick es la tercera ciudad más poblada del país (luego de Dublín y Cork) y la cuarta de la isla.

## Geografía
La ciudad se encuentra a orillas del río Shannon, que se puede cruzar en tres puntos cercanos al centro. Aunque la población de la zona urbana es de 57 104 habitantes (en 2011), contando su área metropolitana alcanzaría los 91 456 (2011). Su área es de 20,79 km².
Los mayores atractivos para sus visitantes incluyen el Castillo del Rey Juan, la catedral de Santa María, el museo Hunt Museum, y el río Shannon, que es posible recorrer mediante paseos en barca.

## Historia

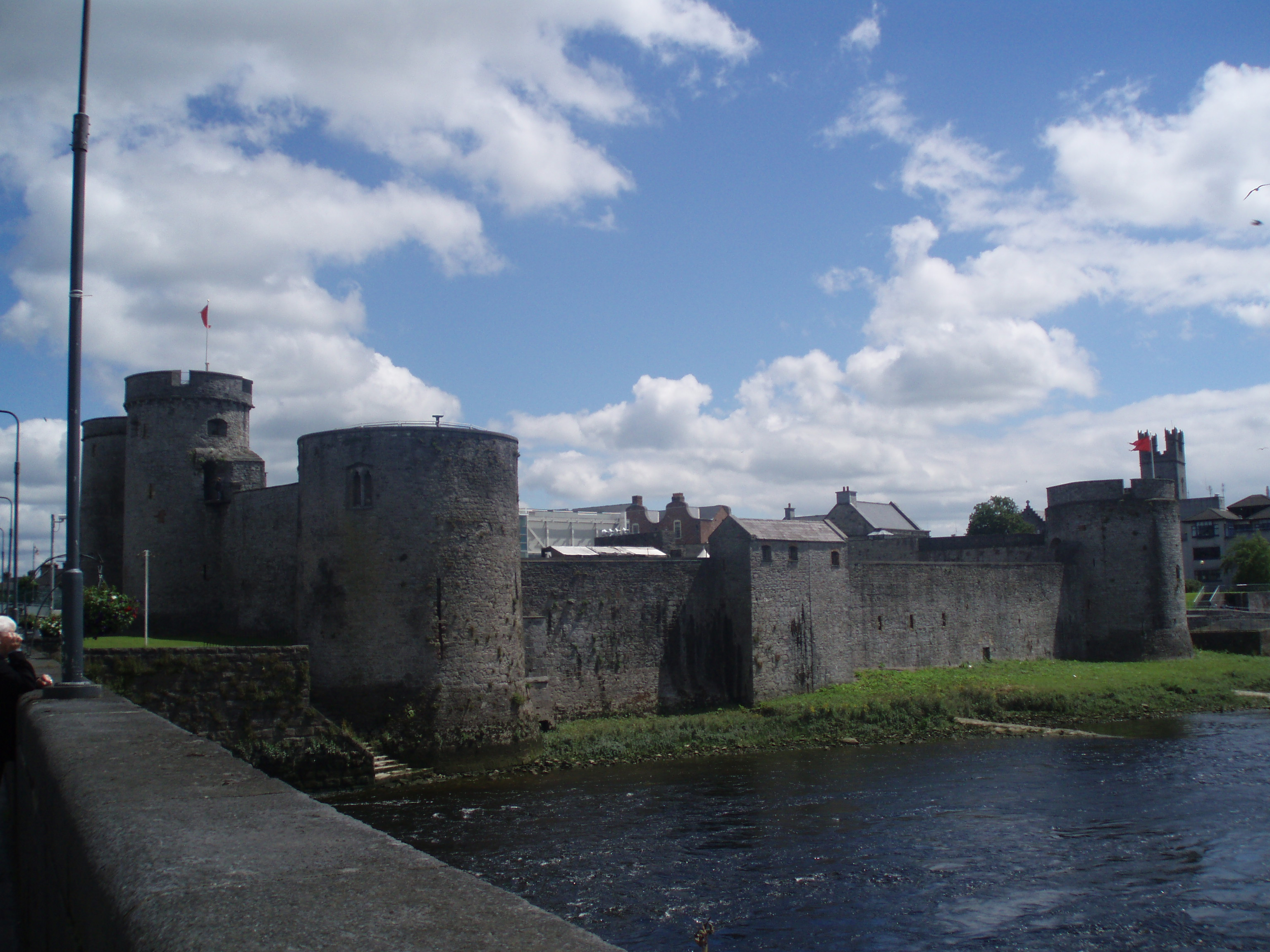
El King John's Castle, del, junto al río Shannon.

La ciudad data desde al menos la colonización de los vikingos en el año 812; aunque algunos estudios sugieren la presencia de poblaciones anteriores en la zona. Los normandos rediseñaron la ciudad en el siglo XII y añadieron parte de los edificios más notables de la población, como por ejemplo, el Castillo del Rey Juan (St. John's Castle en inglés) o la Catedral de Santa María. Durante las guerras civiles del siglo XVII la ciudad desempeñó un papel crucial, siendo sitiada por Oliver Cromwell en 1651 y por dos veces por los Guillermitas, en los años 1690 y 1691. Al final del segundo de estos sitios se firmó el Tratado de Limerick (1691).
Limerick se enriqueció del mercado a finales del siglo XVIII, pero el Acta de Unión en 1800 y la hambruna causó una depresión económica que el país solo logró superar en los tiempos del Tigre Celta en los años 1990. La línea ferroviaria a Waterford unió a la ciudad a la vía férrea principal entre Cork y Dublín en 1848 y a Waterford en 1853. La apertura de cierto número de líneas secundarias convirtió a la ciudad en un centro de comunicaciones a nivel regional.

## Arte y cultura
Limerick tiene una creciente actividad cultural: en la ciudad se encuentran la Limerick City Gallery of Art, el Hunt Museum o el Belltable Theater, además de diversas galerías privadas y numerosos locales con conciertos de música en directo, como el Dolan's.
La ciudad ha servido como escenario al libro de Frank McCourt Las cenizas de Ángela y para la película del mismo nombre.
Los cuatro integrantes de la popular banda de rock The Cranberries son oriundos de esta ciudad.

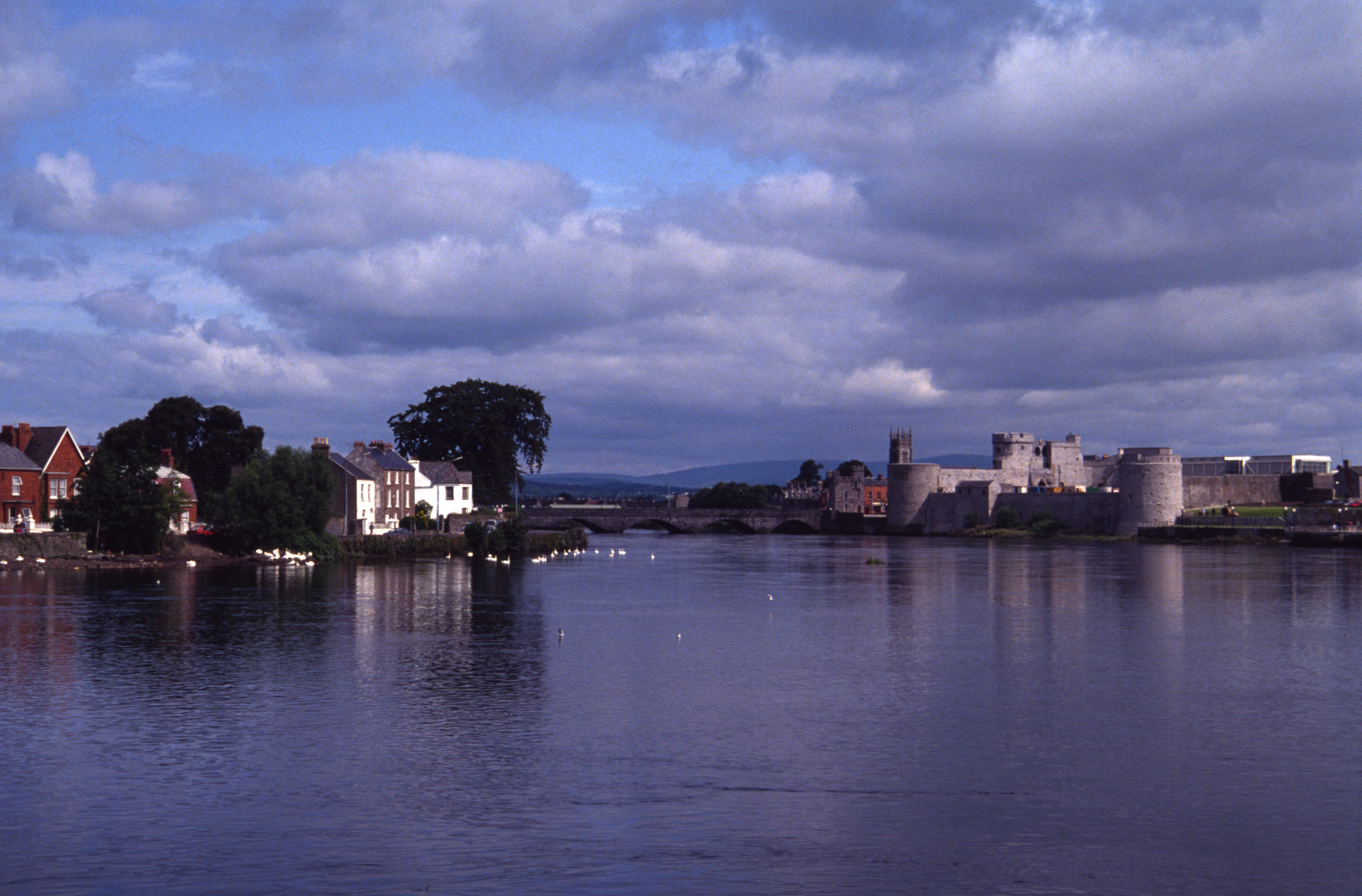
Vista del río Shannon, con el barrio medieval al fondo.

## Turismo y monumentos
La ciudad está a solo quince minutos en coche del Aeropuerto de Shannon. Actualmente el turismo se está incrementando a un ritmo espectacular tal que en 2006 se abrieron cinco nuevos hoteles que proporcionan 1000 camas más para los turistas.
Las mayores atracciones turísticas de la ciudad incluyen el Castillo del Rey Juan (1212), la catedral de St. Mary (1168), la Piedra del Tratado (Treaty Stone) y el Museo Hunt. Existen además distintos itinerarios turísticos por diversas partes de la ciudad, así como visitando los principales lugares citados en las obras de Frank McCourt. El pueblo de Adare se encuentra en los alrededores de la ciudad y es una atracción turística bastante popular por sus construcciones tradicionales.

## Educación
Limerick alberga dos centros de estudios superiores: la Universidad de Limerick y el Instituto Tecnológico de Limerick. El primero de ellos fue fundado en 1972 como «Instituto Nacional de Educación Superior», y se convirtió en Universidad en 1989. En la actualidad alberga a más de 11 000 estudiantes. Tanto el Thomond College of Education como el Mary Immaculate College forman parte actualmente de la universidad. El Instituto Tecnológico de Limerick (en inglés, Limerick Institute of Technology), por su parte, fue fundado en 1993 con el nombre de Regional Technical College, hasta que en 1998 adoptó el nombre actual.

## Clima
| Parámetros climáticos promedio de Limerick | Parámetros climáticos promedio de Limerick | Parámetros climáticos promedio de Limerick | Parámetros climáticos promedio de Limerick | Parámetros climáticos promedio de Limerick | Parámetros climáticos promedio de Limerick | Parámetros climáticos promedio de Limerick | Parámetros climáticos promedio de Limerick | Parámetros climáticos promedio de Limerick | Parámetros climáticos promedio de Limerick | Parámetros climáticos promedio de Limerick | Parámetros climáticos promedio de Limerick | Parámetros climáticos promedio de Limerick | Parámetros climáticos promedio de Limerick |
| Mes                                        | Ene.                                       | Feb.                                       | Mar.                                       | Abr.                                       | May.                                       | Jun.                                       | Jul.                                       | Ago.                                       | Sep.                                       | Oct.                                       | Nov.                                       | Dic.                                       | Anual                                      |
| ------------------------------------------ | ------------------------------------------ | ------------------------------------------ | ------------------------------------------ | ------------------------------------------ | ------------------------------------------ | ------------------------------------------ | ------------------------------------------ | ------------------------------------------ | ------------------------------------------ | ------------------------------------------ | ------------------------------------------ | ------------------------------------------ | ------------------------------------------ |
| Temp. máx. media (°C)                      | 9.6                                        | 10.0                                       | 12.7                                       | 14.8                                       | 16.2                                       | 18.4                                       | 19.1                                       | 18.9                                       | 16.3                                       | 15.0                                       | 13.1                                       | 11.3                                       | 14.6                                       |
| Temp. media (°C)                           | 6.5                                        | 7.2                                        | 9.7                                        | 12.0                                       | 13.2                                       | 15.2                                       | 16.1                                       | 15.9                                       | 13.5                                       | 11.6                                       | 9.5                                        | 7.7                                        | 11.5                                       |
| Temp. mín. media (°C)                      | 3.5                                        | 4.4                                        | 6.7                                        | 9.2                                        | 10.3                                       | 12.1                                       | 13.2                                       | 12.9                                       | 10.8                                       | 8.3                                        | 5.9                                        | 4.2                                        | 8.5                                        |
| Precipitación total (mm)                   | 72                                         | 63                                         | 61                                         | 67                                         | 68                                         | 70                                         | 73                                         | 78                                         | 82                                         | 81                                         | 77                                         | 74                                         | 866                                        |
| Días de lluvias (≥ 1 mm)                   | 10                                         | 9                                          | 9                                          | 9                                          | 10                                         | 10                                         | 11                                         | 11                                         | 12                                         | 12                                         | 11                                         | 10                                         | 124                                        |
| Horas de sol                               | 60                                         | 61                                         | 103                                        | 144                                        | 161                                        | 183                                        | 193                                        | 190                                        | 168                                        | 137                                        | 99                                         | 74                                         | 1573                                       |
| [cita requerida]                           |                                            |                                            |                                            |                                            |                                            |                                            |                                            |                                            |                                            |                                            |                                            |                                            |                                            |

## Ciudades hermanadas
- 1980-Quimper, Bretaña,  Francia
- 1990-Spokane, Washington,  Estados Unidos
- 1990-Limerick, Pensilvania,  Estados Unidos
- 2006-Starogard Gdański, Pomerania,  Polonia
- 2000-La Coruña, Galicia,  España